# Rafael Fernandes
Rafael Fernandes este un oraș în Rio Grande do Norte (RN), Brazilia.